# Stegomyrmex manni
Stegomyrmex manni är en myrart som beskrevs av Smith 1946. Stegomyrmex manni ingår i släktet Stegomyrmex och familjen myror. Inga underarter finns listade i Catalogue of Life.

## Bildgalleri

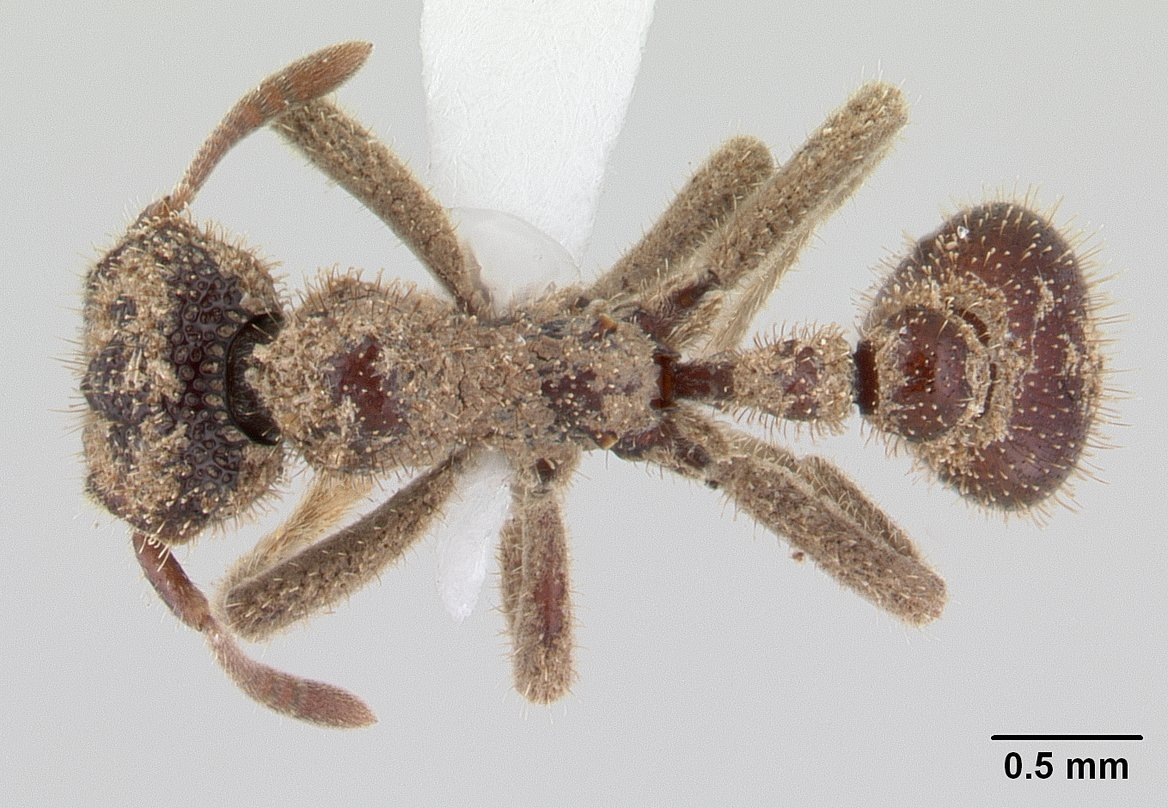
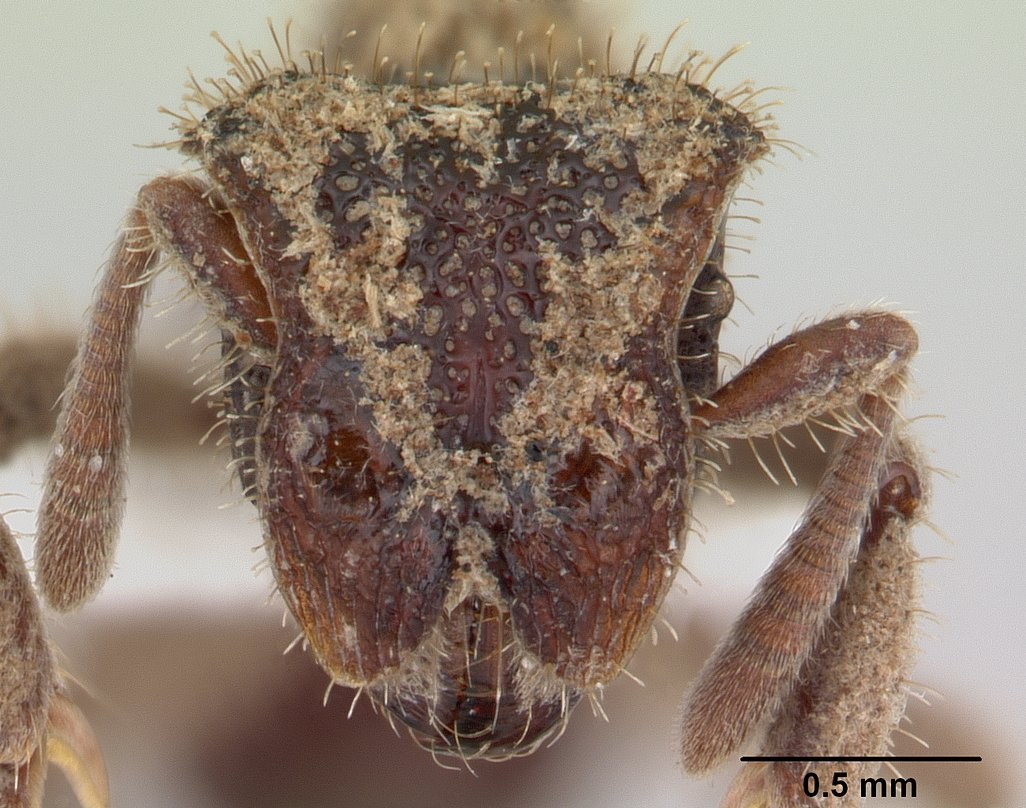
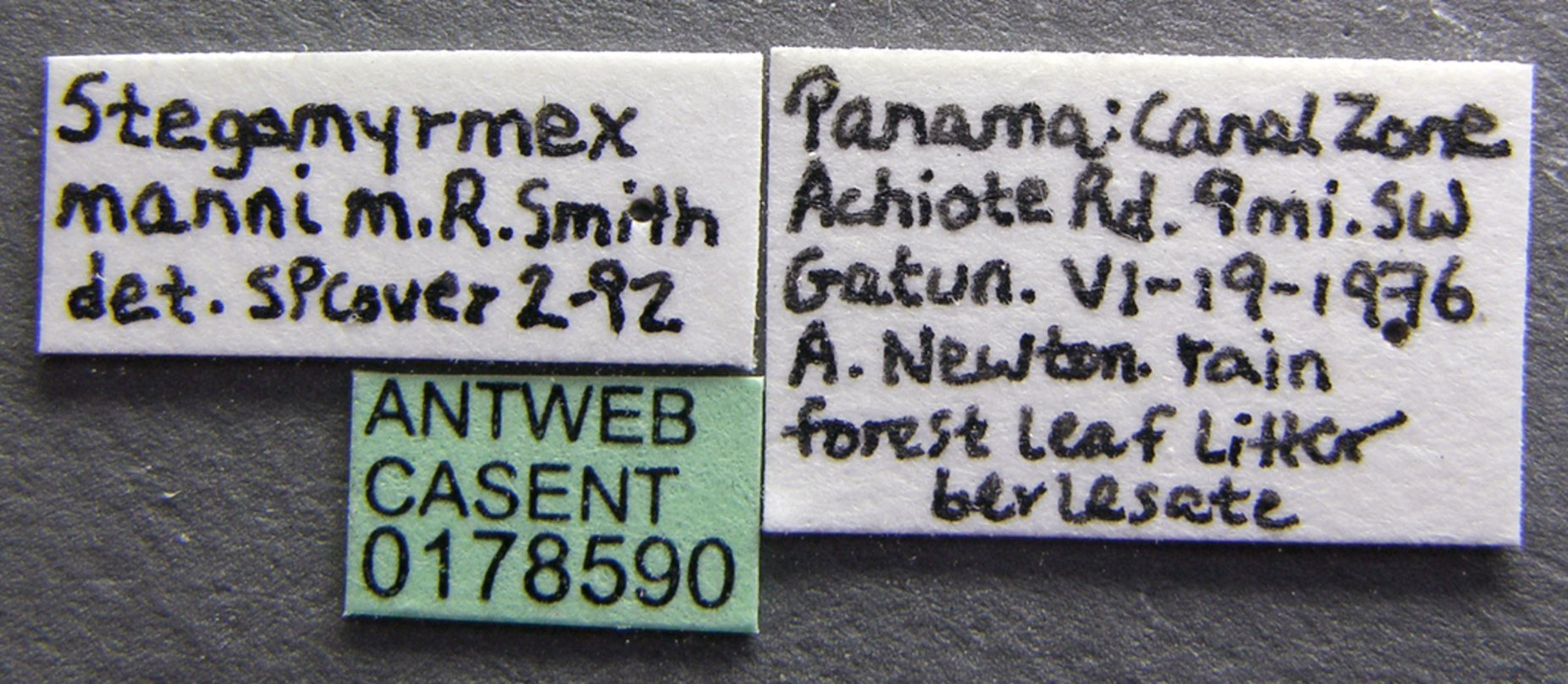
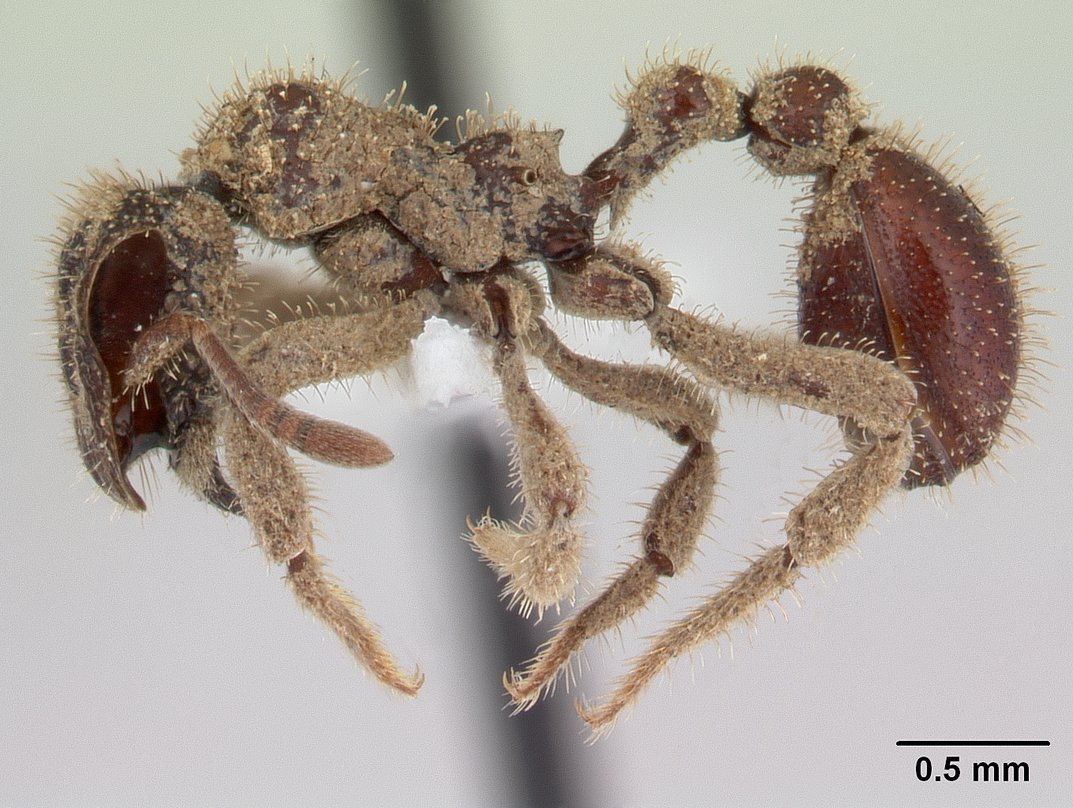